# Папские регалии и знаки отличия

Пересечённые ключи отображают в символической форме ключи Симона Петра. Ключи золотые и серебряные, представляют власть связывать (серебро) и разрешать (золото), данное Церкви. Тройная корона представляет три функции папы римского как «верховного пастыря», «верховного учителя» и «первосвященника». Золотой крест на шаре (яблоке), венчающий тиару символизирует владычество Иисуса

Папские регалии и инсигнии — официальные элементы одеяния и знаков отличия, надлежащего для папы римского в его способности как главы Римско-католической церкви и суверенного государства-града Ватикан.

## Регалии
Среди регалий папства, наиболее известна Triregnum (корона с тремя уровнями), также называемая «тиарой» или «тройной короной». Папа Павел VI использовал её 30 июня 1963 года на коронации, которая была тогда частью папской интронизации. В течение нескольких столетий, папы римские носили её в течение процессий, как при посещении или оставлении Собора Святого Петра, но на литургиях вместо неё они использовали епископскую митру. Папа Бенедикт XVI заменил тиару митрой на своём личном гербе, но не на гербе Святого Престола или государства-града Ватикан.
Другая известная часть папских регалий — кольцо рыбака, — золотое кольцо, украшенное изображением Святого Петра в лодке, бросающего свою сеть, с именем правящего папы римского вокруг него. Кольцо рыбака было впервые упомянуто в 1265 году в письме папы Климента IV его племяннику, в нём он упоминает, что папы римские привыкли к запечатыванию общественных документов со свинцовыми приложенными буллами, а частные письма с «печатью Рыбака» (к XV веку, кольцо рыбака использовалось, чтобы запечатать папские бреве). Кольцо рыбака помещено на палец вновь избранного папы римского Камерленго Святой Римской Церкви; по смерти папы римского, кардинал-камерленго имел обыкновение формально уничтожать и разбивать кольцо рыбака молотком, отображая в символической форме конец власти последнего папы римского.
Современные папы римские употребляют при богослужении не обычный пастырский жезл (посох с загнутым, наподобие древних пастушеских жезлов, завершением), а папский крест, посох с распятием на вершине. Использование папского креста — древняя традиция, установленная до XIII века, хотя некоторые папы римские с тех пор, особенно папа Лев XIII, использовали и епископский посох.
Одним из наиболее поразительных (и теперь оставленных) атрибутов папства была Sedia Gestatoria — носилки с креслом или троном, которые несли двенадцать ливрейных лакеев (palafrenieri) в красных ливреях. Sedia Gestatoria сопровождалось двумя служителями, несущими флабеллумы — большие церемониальные опахало, сделанные из белых страусиных перьев, которые также имели практическое значение в освежении папы римского, учитывая высокую температуру Рима в летние месяцы, длину папских церемоний, тяжёлые папские одеяния и того факта, что большинство пап римских были пожилыми людьми. Sedia Gestatoria использовался для торжественного входа папы римского в церковь или зал и для его отправления по случаю литургических празднований типа папской мессы и для папских аудиенций. Использование Sedia Gestatoria было прекращено папой Иоанном Павлом II, таковых флабеллумов папой Павлом VI. Однако ни один из них не был отменён.

## Облачения

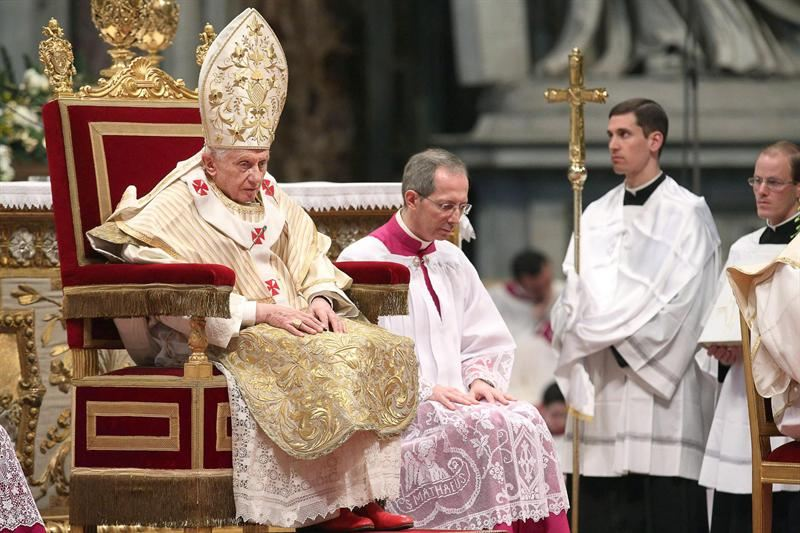
Папа Бенедикт XVI в папском облачении: митра, паллий, фанон, казула

До литургических реформ Второго Ватиканского Собора, было множество других облачений, которые носились только папой римским:

## Обычные одеяния
Обычное папское одеяние, которое носится для ежедневного использования вне литургических функций, состоит из белой дзимарры (ряса с накидкой с капюшоном, прикреплённой к ней) опоясанной белым поясом (часто с папским гербом, вышитым на нём), нагрудного креста, подвешенного на золотом шнуре, красных папских ботинок, и белой дзуккетто. В более формальных случаях, папа римский носит красную накидку с капюшоном, подобной феррайоло если бы не её золотая отделка. Поочередно он может носить красную накидку с капюшоном с накидкой с капюшоном, прикреплённой к ней. На открытом воздухе папа римский может носить Капелло Романо, широкополую шляпу, используемую всеми степенями духовенства. В то время как большинство остального духовенства носит чёрный капелло романо, папа римский обычно носит красное (хотя оно может быть также и белым).

## Инсигнии
Папские инсигнии — это изображение двух скрещённых ключей, золотого и серебряного (небесное и земное), перевязанных красным шнуром. Они означают «Ключи от Царства небесного» (Мф. 16:19; ср. Ис. 22:22) и во многих отношениях олицетворяют символ папства как института и его центральной роли в Католической церкви.

Герб папы Франциска
Герб Святого Престола
Умбракулум в период sede vacante (вакантного трона)
Герб Ватикана
Флаг Ватикана